# Ivan Kotljarevskyj
Ivan Petrovytj Kotljarevskyj (ukrainska: Іван Петрович Котляревський), född 9 september (gamla stilen: 29 augusti) 1769 i Poltava, död där 10 november (gamla stilen: 29 oktober) 1838, var en ukrainsk författare. 
Kotljarevskyj tjänstgjorde till 1796 i nyryska kansliet, gick sedan i krigstjänst och deltog i turkiska fälttåget 1806–08. Sedan han erhållit avsked som kapten, var han uppsyningsman vid ett par välgörenhetsinrättningar. 
Med Kotljarevskyj börjar egentligen den ukrainska litteraturen. Redan som seminarist skrev han vers, som flyttande huslärare studerade han det ukrainska folkets seder och traditioner. De arbeten, som grundlagt hans rykte, är Eneid (1798; även 1842 och senare; Pantelejmon Kulisjs upplaga från 1862 innehåller en del godtyckliga ändringar av utgivaren), en travestering av Vergilius, i vilken tecknas med rik humor, på äkta ukrainskt språk, det ukrainska folkets seder och tänkesätt, operan Natalka-Poltavka (1819, tryckt 1837), en skildring ur staden Poltavas folkliv, samt vaudevillen Moskal-Tjarivnik (tryckt 1841), vars ämne är taget från en folksaga. Visorna i vaudevillen blev nästan folkvisor. 
Kotljarevskyj samlade även ordspråk och ukrainska folkvisor, av vilka några är publicerade i samtida samlingar. Hans samlade skrifter är utgivna i flera upplagor (bland annat 1862 och 1875, den senare under redaktion av Katranov).